# Santinezia calcartibialis
Santinezia calcartibialis is een hooiwagen uit de familie Cranaidae.